# William de Blaise
William de Blaise (1907-1978) est un facteur de clavecins britannique.

## Biographie
Il est né en Lettonie et, dans sa jeunesse, a énormément voyagé. Il était polyglotte, maîtrisant un grand nombre de langues européennes, ainsi que l'hébreu et le chinois.
Flûtiste accompli, il vécut pendant quelque temps à Jérusalem pendant la Seconde Guerre mondiale et y joua de la flûte dans l'Orchestre philharmonique (il y côtoya un autre futur facteur de clavecins, Eric Herz). C'est là que lui vint l'idée de construire un clavecin dont les dimensions réduites étaient commandées par l'exiguïté de son logement. Au début des années 1950, il vint s'établir à Londres avec son épouse.
Il s'y établit comme facteur de clavecins, travaillant selon une méthode et une conception qui lui étaient propres (ses instruments étaient de forme grossièrement triangulaire, avec l'éclisse droite en prolongement de la joue et l'éclisse gauche formant un angle avec la joue gauche, et des cordes disposées en diagonale (forme hybride entre celle d'un clavecin et celle d'une épinette) et muni de pédales montées en lyre. Plus tard, il fut impressionné par les clavecins anglais du XVIIIe siècle, notamment un Kirkman vu dans la collection de Fenton House. À partir de là, sa production commença à s'inspirer, plus ou moins, de la facture traditionnelle, mais jamais de façon servile ou précise. Le nombre de commandes augmentait et il dut trouver une solution pour y faire face : c'est ainsi que, pour éviter d'embaucher des collaborateurs, il noua un partenariat avec un fabricant de pianos (marque Welmar) : Whelpdale, Maxwell and Codd Ltd (comme l'avait fait avant lui en Allemagne Karl Maendler avec la firme Schramm) : cette entreprise, qui produisait environ 800 pianos par an, assurait la construction de la caisse et tout le travail de menuiserie/ébénisterie, et William de Blaise prenait le relais pour l'installation des cordes, le réglage du mécanisme et l'harmonisation. La production de clavecins était de l'ordre de 60 instruments par an. Ce partenariat dura pendant toute sa carrière, jusqu'à ce qu'il se retire des affaires en 1976, laissant à Welmar la poursuite de l'activité. Chez Welmar, de Biaise a eu comme collaborateur Martin Hugget qui devait fonder son propre atelier en 1978. Vers 1980, le nombre total de clavecins portant son nom était d'environ un millier.
Avec sa femme, qui était elle-même flûtiste, ils habitait une demeure cossue dans la banlieue de Londres, prenant toutes leurs vacances au soleil en France ou en Italie. Ayant pris sa retraite, il vint habiter dans la région de Bordeaux où il vécut jusqu'à sa mort.

## Les clavecinsDe Blaise
La structure était très proche des Serieninstrumente construits à la même époque par les Allemands Neupert, Ammer et autres : construction massive, table d'harmonie épaisse, caisse ouverte vers le bas, claviers de piano, pédales pour les changements de registres.

## Sources
- (en) Wolfgang Zuckermann, The modern harpsichord : Twentieth century instruments and their makers, New York, October House, 1969, 255 p. (ISBN 0-8079-0165-2), p. 103-107
- (en) John Paul, Modern Harpsichord Makers : Portraits of nineteen British craftsmen & their work, Londres, Victor Gollancz Ltd, 1981, 280 p. (ISBN 0-575-02985-4), p. 181-182.
- (en) Edward L. Kottick, A history of the harpsichord, Bloomington, Indiana University Press, 2003, 1re éd., 557 p. (ISBN 0-253-34166-3, lire en ligne), p. 449